# Blanca Tejos Muñoz
Blanca Tejos Muñoz es una periodista, escritora y docente chilena, más 
conocida por recibir el Premio Lenka Franulic el 18 de diciembre de 1964 y el Premio Helena Rubinstein en 1967. Su carrera periodística la inició en el diario El Mercurio en 1941 como la tercera mujer periodista que ingresaba a tal medio en toda su historia; en este periódico trabajó hasta el año 1980.
En 1964 estuvo dentro de los galardonados con un accésit del Premio de Periodismo Carlos Septién otorgado por el Instituto de Cultura Hispánica de Madrid. Por otro lado, realizó actividades gremiales dentro del Colegio de Periodistas de Chile, siendo elegida presidenta del Consejo Metropolitano en 1976. En el ámbito de la narrativa, en 1997 publica Miscelánea cuentos y crónicas con el seudónimo White.
Contrajo matrimonio con Jesús Aurtenechea Léniz, quien falleció el 11 de marzo de 2010.